# Staroseltsi
Staroseltsi (bulgariska: Староселци) är ett distrikt i Bulgarien.   Det ligger i kommunen Obsjtina Iskăr och regionen Pleven, i den nordvästra delen av landet, 120 km nordost om huvudstaden Sofia.
Trakten runt Staroseltsi består till största delen av jordbruksmark. Runt Staroseltsi är det ganska glesbefolkat, med 47 invånare per kvadratkilometer.